# 대향 피스톤 기관

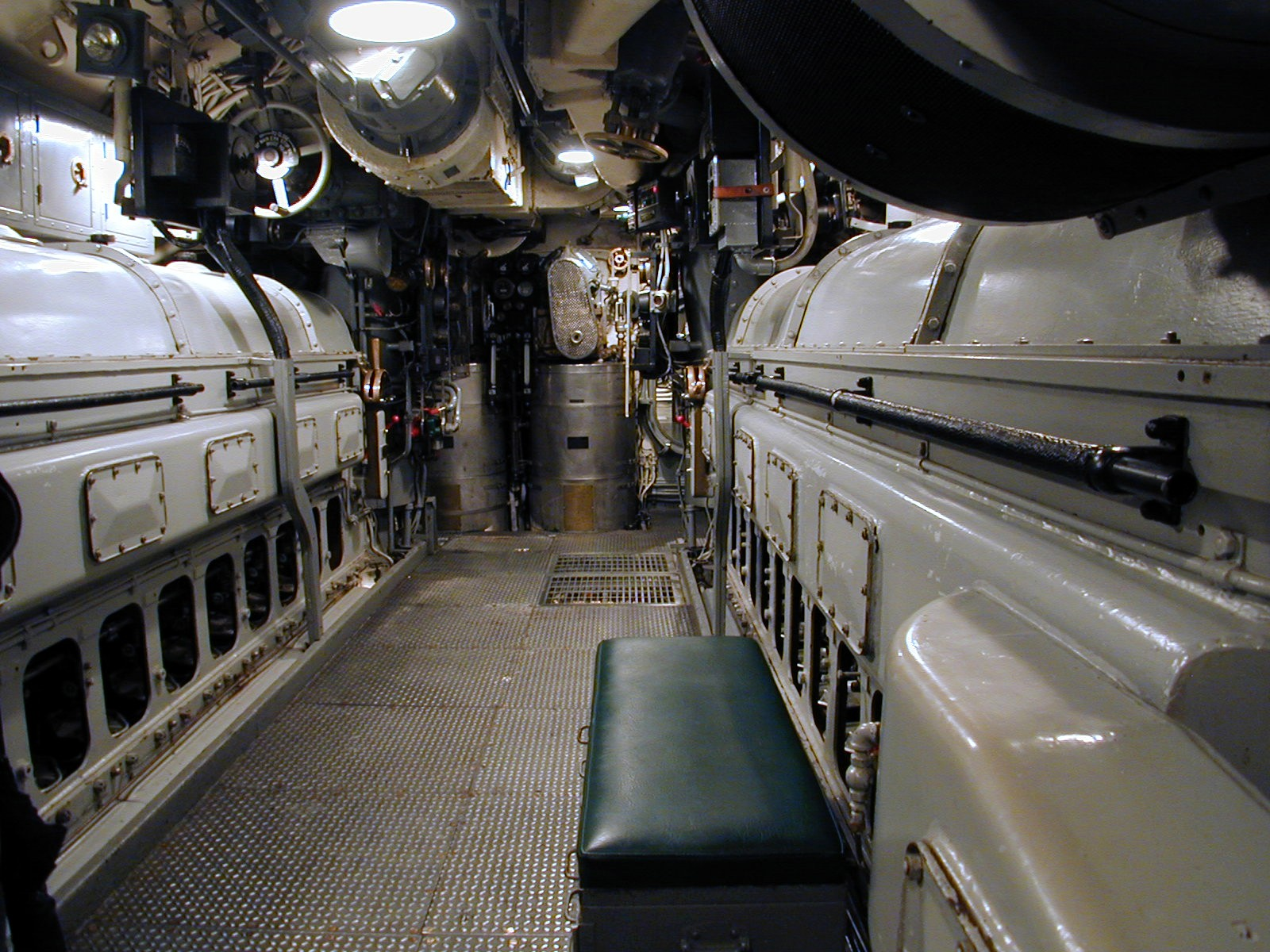

대향 피스톤 기관은 각 실린더가 양쪽 끝 부분에 피스톤이 있고 실린더 헤드가 없는 왕복 내연 기관이다.

## 최초의 대향 피스톤 기관

1882년에 제임스 앳킨슨은 4행정 오토 사이클의 변종인 앳킨슨 사이클을 개발했다. 이것의 첫번째 구현은 대향 피스톤 기관인 앳킨슨 사이클로 배치되었다.

## 참조
1. ↑  Vincent, Gingery. 《Building the Atkinson Diffrential Engine》. David J. Gingery Publishing, LLC. ISBN 1878087231.